# U-KISS
U-KISS ist eine 3-köpfige südkoreanische Boygroup der zweiten K-Pop-Generation, die 2008 von NH Media gegründet wurde.

## Bandgeschichte
Am 28. August 2008 veröffentlichten sie ihr erstes Album New Generation mit der Debütsingle „Not young“.
Am 8. Februar 2012 gaben sie ein ausverkauftes Konzert vor 10.000 Fans in Frankreich. Im November 2012 gaben U-KISS ihr zweites südamerikanisches Konzert in Peru. Die BBC bezeichnete U-KISS als „stars of a spreading popular music trend“.
Der Ausstieg des jüngsten Bandmitglieds Shin Dong-ho wurde am 16. Oktober 2013 bekannt gegeben.
Am 15. Mai 2014 gab NH Media bekannt, dass U-KISS um ein Mitglied erweitert wird. Das neue Mitglied heißt Jun und wurde 1997 geboren.

## Mitglieder
| Künstlername | Künstlername | Geburtsname  | Geburtsname | Geburtsdatum    |
| Romanisiert  | Hangul       | Romainisert  | Hangul      | Geburtsdatum    |
| ------------ | ------------ | ------------ | ----------- | --------------- |
| Soohyun      | 수현         | Shin Soohyun | 신수현      | 11. März 1989   |
| Kiseop       | 기섭         | Lee Ki Seop  | 이기섭      | 17. Januar 1991 |
| Hoon         | 훈           | Yeo Hoon Min | 여훈민      | 16. August 1991 |

## Ehemalige Mitglieder
| Künstlername | Künstlername | Geburtsname           | Geburtsname          | Geburtsdatum      |
| Romanisiert  | Hangul       | Romanisiert           | Hangul               | Geburtsdatum      |
| ------------ | ------------ | --------------------- | -------------------- | ----------------- |
| Alexander    | 알렉산더     | Alexander Lee Eusebio | 알렉산더 이 유세비오 | 29. Juli 1988     |
| Kibum        | 기범         | Kim Kibum             | 김기범               | 29. Dezember 1990 |
| Eli          | 일라이       | Kim Kyoung Jae        | 김경재               | 13. März 1991     |
| AJ           | 에이제이     | Kim Jaeseop           | 김재섭               | 4. Juni 1991      |
| Kevin        | 케빈         | Woo Sung Hyun         | 우성현               | 25. November 1991 |
| Dongho       | 동호         | Shin Dongho           | 신동호               | 29. Juni 1994     |
| Jun          | 준           | Lee Jun Young         | 이준영               | 22. Januar 1997   |